# Ицилии
Ици́лии — древнеримский плебейский род, в течение всего V века до н. э. неоднократно выделявшийся в борьбе с патрициями защитой прав плебса.
Наиболее известны:
- Спурий Ицилий — в 494 году до н. э. был одним из депутатов к сенату от удалившихся на священную гору плебеев; по преданию, в том же году он провёл закон о наложении наказания на всякого, кто будет мешать трибуну при его обращении к народу;
- Луций Ицилий Руга — был трибуном в 456 году до н. э. и, несмотря на противодействие консулов, добился принятия закона о том, чтобы земля на Авентине была объявлена государственной собственностью и роздана плебеям (lex Icilia de Aventino publicando);
- Гай Ицилий Руга — в 493 году до н. э. был одним из первых трибунов от плебеев.

Трое Ицилиев в 409 до н. э. одновременно состояли в трибунской коллегии. Они добились того, чтобы из четырёх квесторов трое было плебеями.